# Blandfordia nobilis
Blandfordia nobilis är en enhjärtbladig växtart som beskrevs av James Edward Smith. Blandfordia nobilis ingår i släktet Blandfordia och familjen Blandfordiaceae. Inga underarter finns listade i Catalogue of Life.

## Bildgalleri

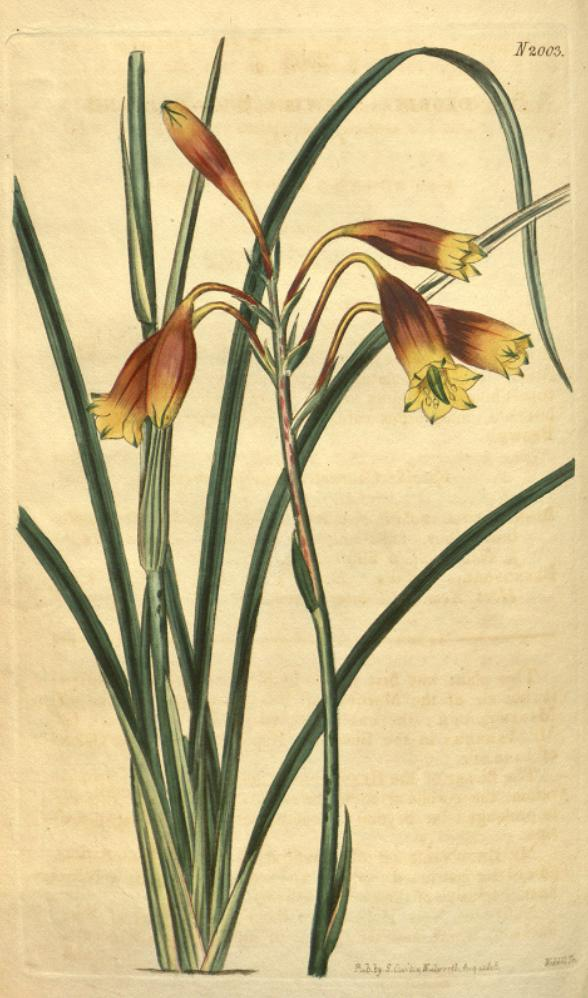
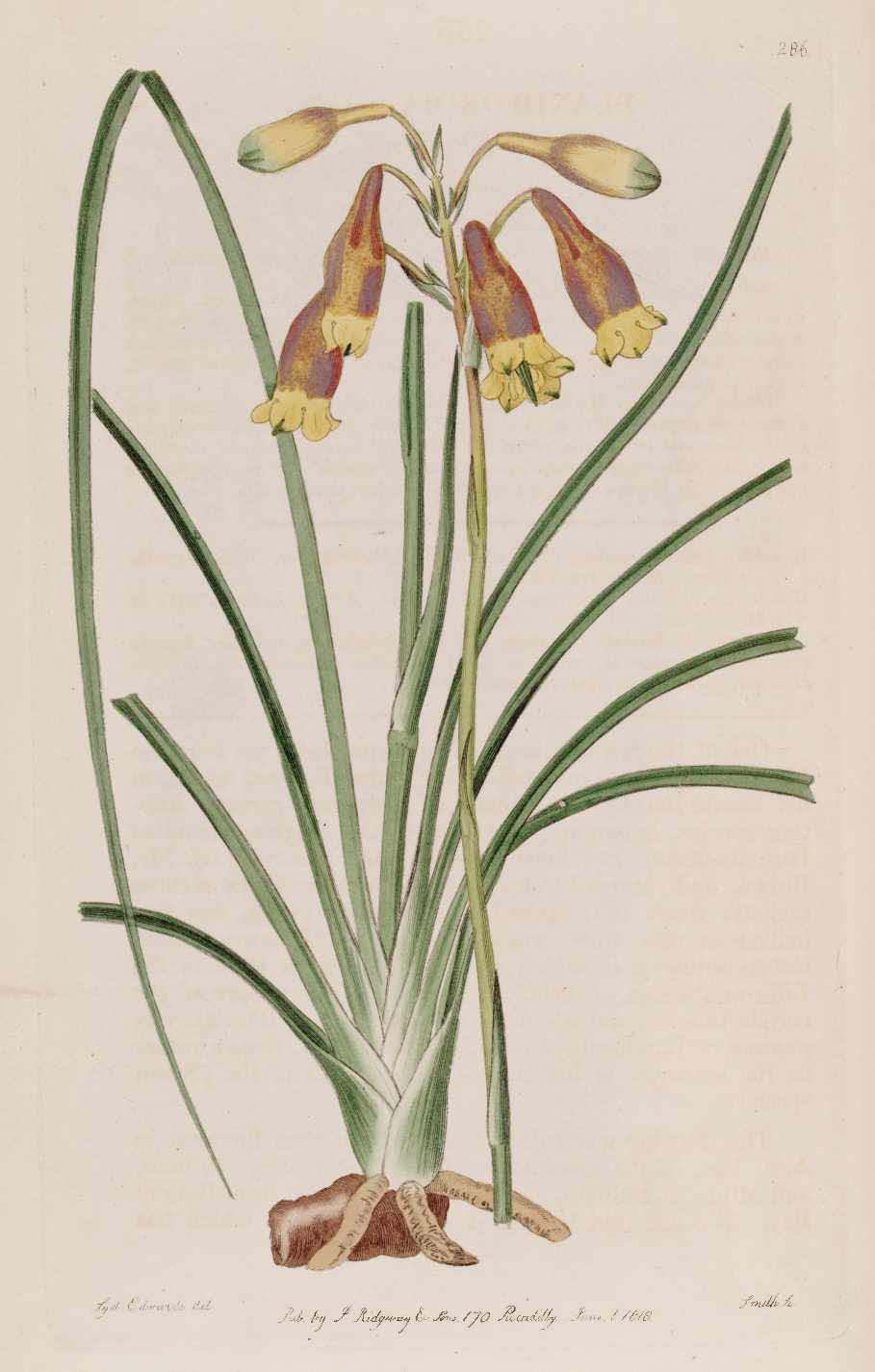
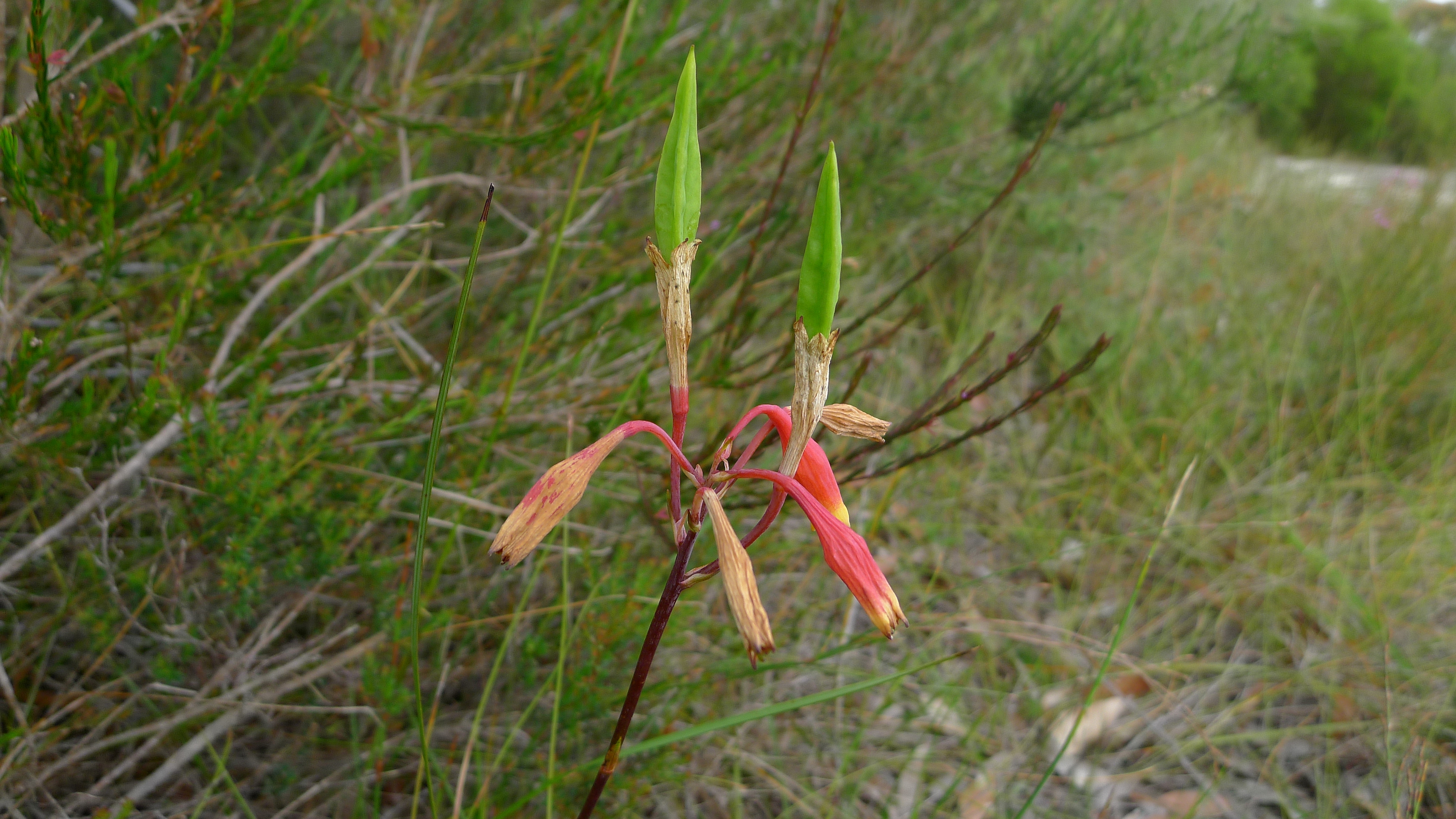
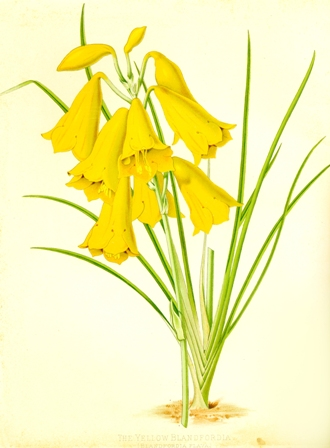